# Sisay Meseret Gola
Sisay Meseret Gola (amharisch ሲሳይ መሰረት ጎላ; * 30. Dezember 1997) ist eine äthiopische Leichtathletin, die sich auf den Langstreckenlauf spezialisiert hat.

## Sportliche Laufbahn
Erste internationale Erfahrungen sammelte Sisay Meseret Gola bei den Halbmarathon-Weltmeisterschaften 2020 in Gdynia, bei denen sie nach 1:09:02 h den 15. Platz belegte. Bei den Crosslauf-Weltmeisterschaften 2024 in Belgrad gelangte sie nach 32:30 min auf den zwölften Platz im Einzelrennen und sicherte sich in der Teamwertung die Silbermedaille hinter dem kenianischen Team.

## Persönliche Bestzeiten
- Halbmarathon: 1:09:02 h, 17. Oktober 2020 in Gdynia
- Marathon: 2:20:50 h, 20. Februar 2022 in Sevilla